# Franc Drobež
Franc Drobež, slovenski partizan, prvoborec, komunist, politik in gospodarstvenik, * 1916, Spodnje Kresnice, † 2003, Ljubljana.